# Dynastia Qin
Dynastia Qin (chiń. upr. 秦朝; chiń. trad. 秦朝; pinyin Qín Cháo; Wade-Giles Ch’in Ch’ao; wym. [tɕʰǐn ʈʂʰǎu]) – pierwsza dynastia cesarska w historii Chin, powstała w 221 p.n.e. po ich zjednoczeniu przez państwo Qin, obalona w 207 p.n.e.
Dynastia Qin powstał w 221 p.n.e., po zjednoczeniu Chin przez króla Qin Zhenga, który po dokonaniu tego dzieła jako pierwszy chiński władca przyjął tytuł cesarza. Pierwszy Cesarz w trakcie swojego panowania dokonał szeregu reform, unifikując nowo powstałe państwo, oparte na scentralizowanej administracji oraz ujednoliconym prawie, pieniądzu, miarach, wagach i piśmie. Nadmierne wyeksploatowanie zasobów państwa przez Pierwszego Cesarza oraz nieudolne rządy jego następcy doprowadziły do obalenia dynastii przez rebeliantów już w 207 p.n.e., ale zwycięzcy wykorzystali osiągnięcia państwowości Qin, by na tej podstawie zbudować dynastię Han. Tym samym dynastia Qin stworzyła podwaliny pod wszystkie przyszłe cesarskie dynastie w historii Chin.

## Powstanie

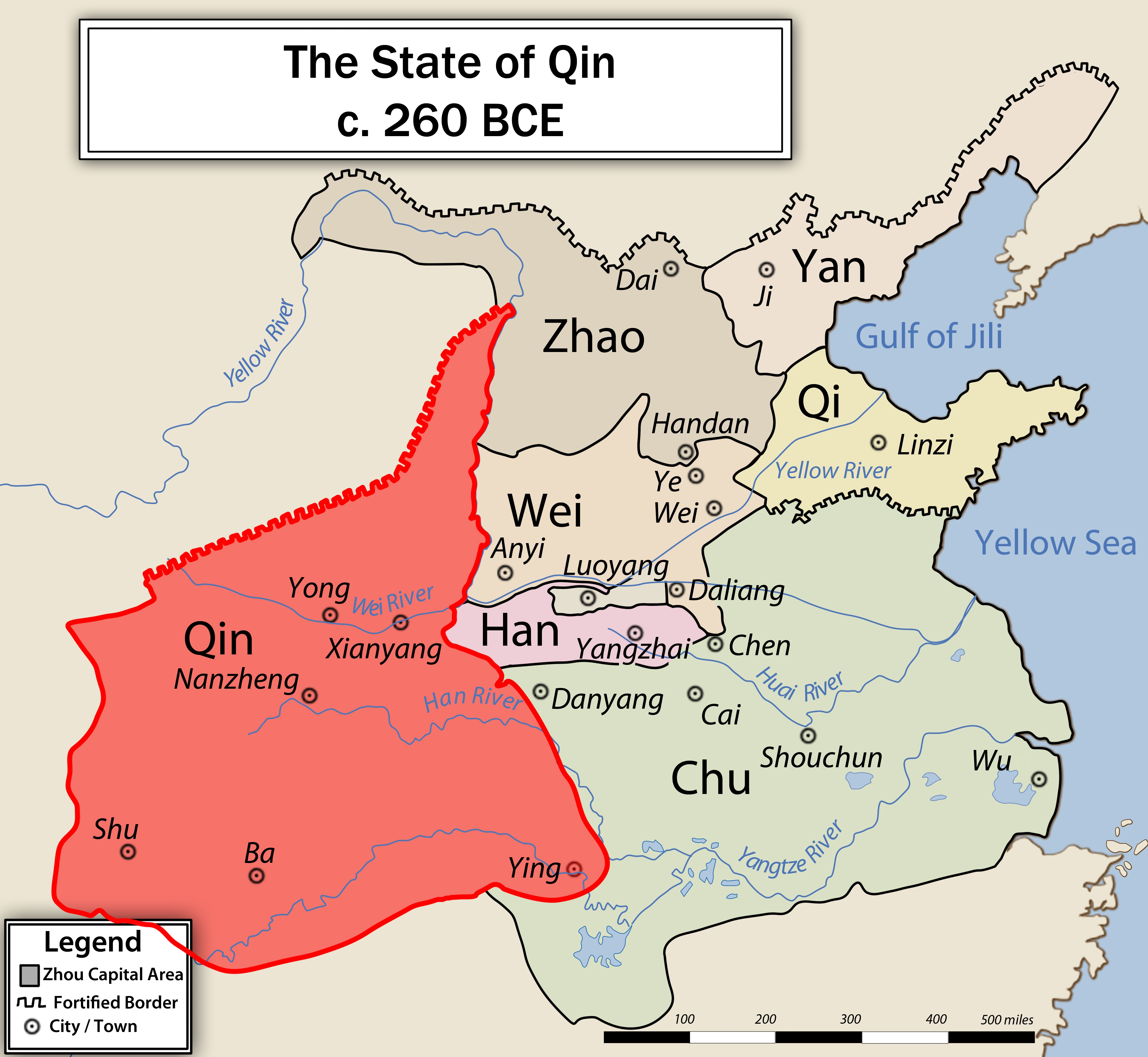
Chiny w 260 r. p.n.e., w przededniu zjednoczenia przez Qin

Koniec dynastii Zhou był okresem bardzo burzliwym, w którym wiele państw walczyło o przywództwo w świecie chińskim. W Epoce Walczących Królestw liczba chińskich państw malała, w związku z podbojem mniejszych przez większe. W 300 p.n.e. było ich jeszcze 11, ale w 256 p.n.e. już tylko siedem. Wśród najsilniejszych, najbardziej dynamiczne było państwo Qin, którego władcy przeprowadzili reformy administracji i prawa, oparte na ideach szkoły legistów.  
Z początkiem IV w. p.n.e. Qin podbiło Shu, zyskując silną bazę agrarną w dzisiejszym Syczuanie, m.in. dzięki budowie systemów irygacyjnych.  
Nowy tytuł, „cesarz” (huangdi, chiń. 皇帝), używany w miejsce dotychczasowego „króla” (wang, chiń. 王), został stworzony przez połączenie słów używanych wcześniej jedynie w odniesieniu do prehistorycznych (legendarnych) mędrców-władców (huang - dostojny i di - pan).

## Panowanie Pierwszego Cesarza

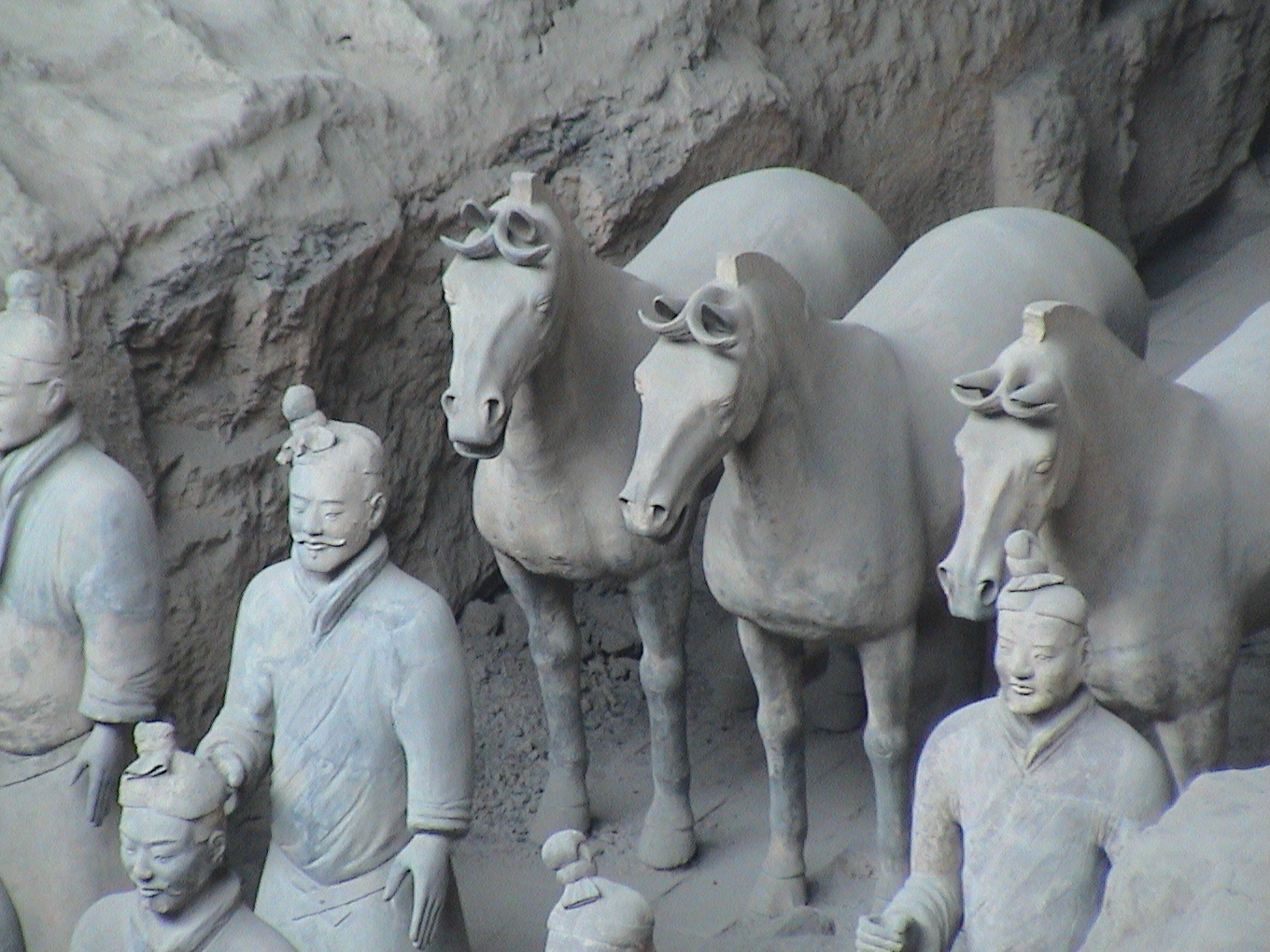
Żołnierze i konie tzw. Terakotowej Armii z mauzoleum Pierwszego Cesarza

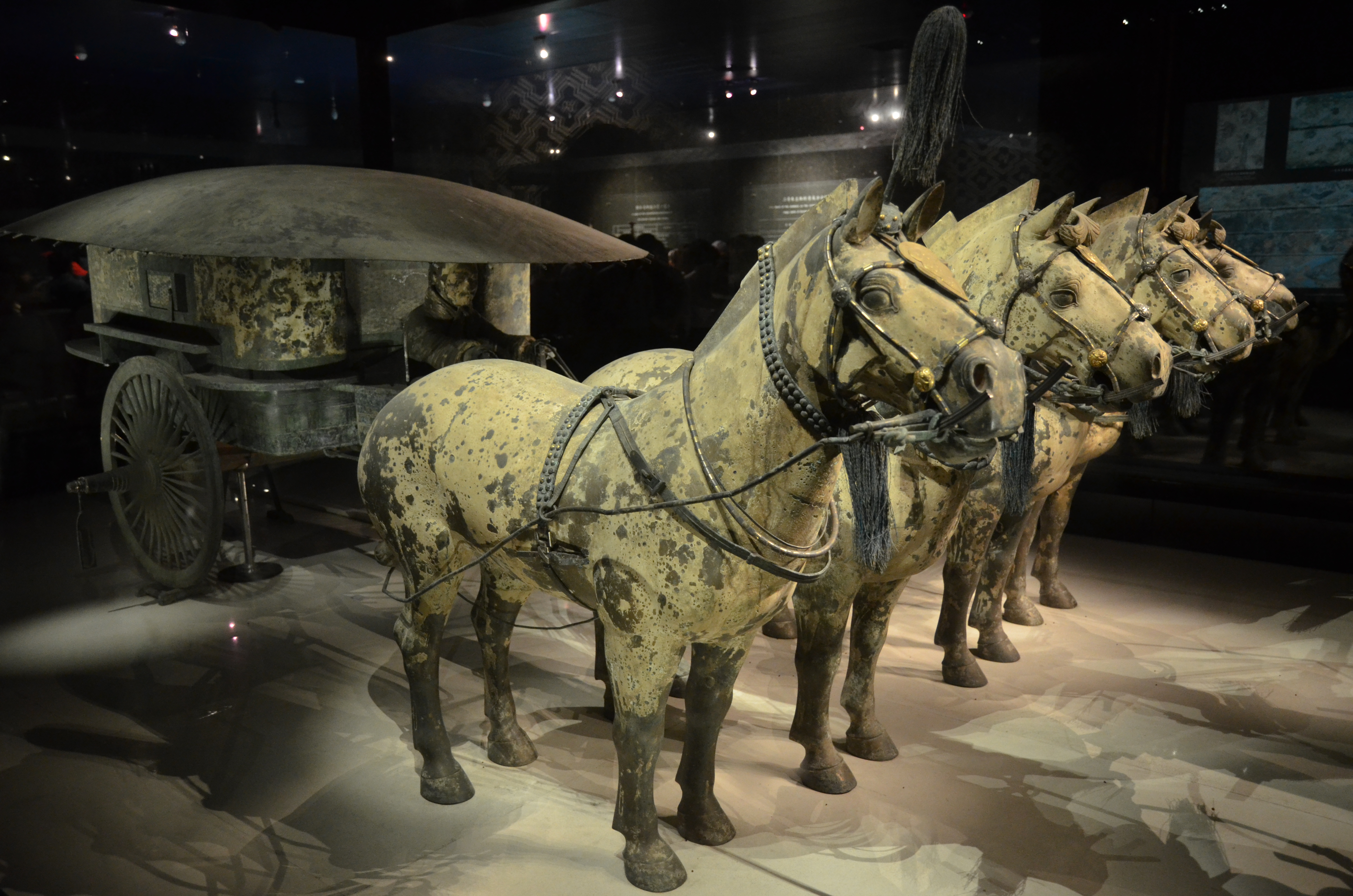
Rydwan z brązu z mauzoleum Pierwszego Cesarza

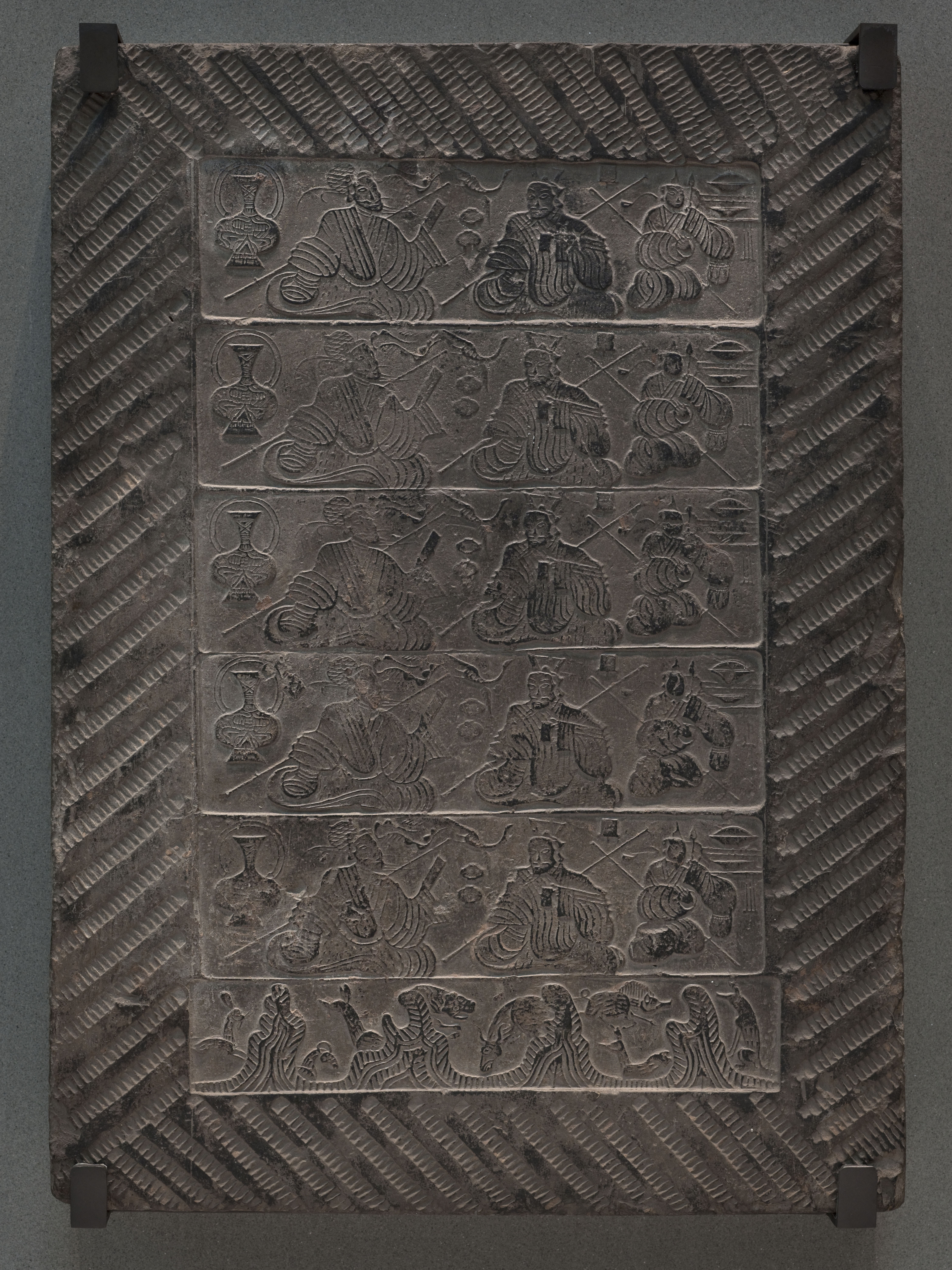
Cegła dekorowana scenami myśliwskimi i symbolicznymi. Musée Cernuschi

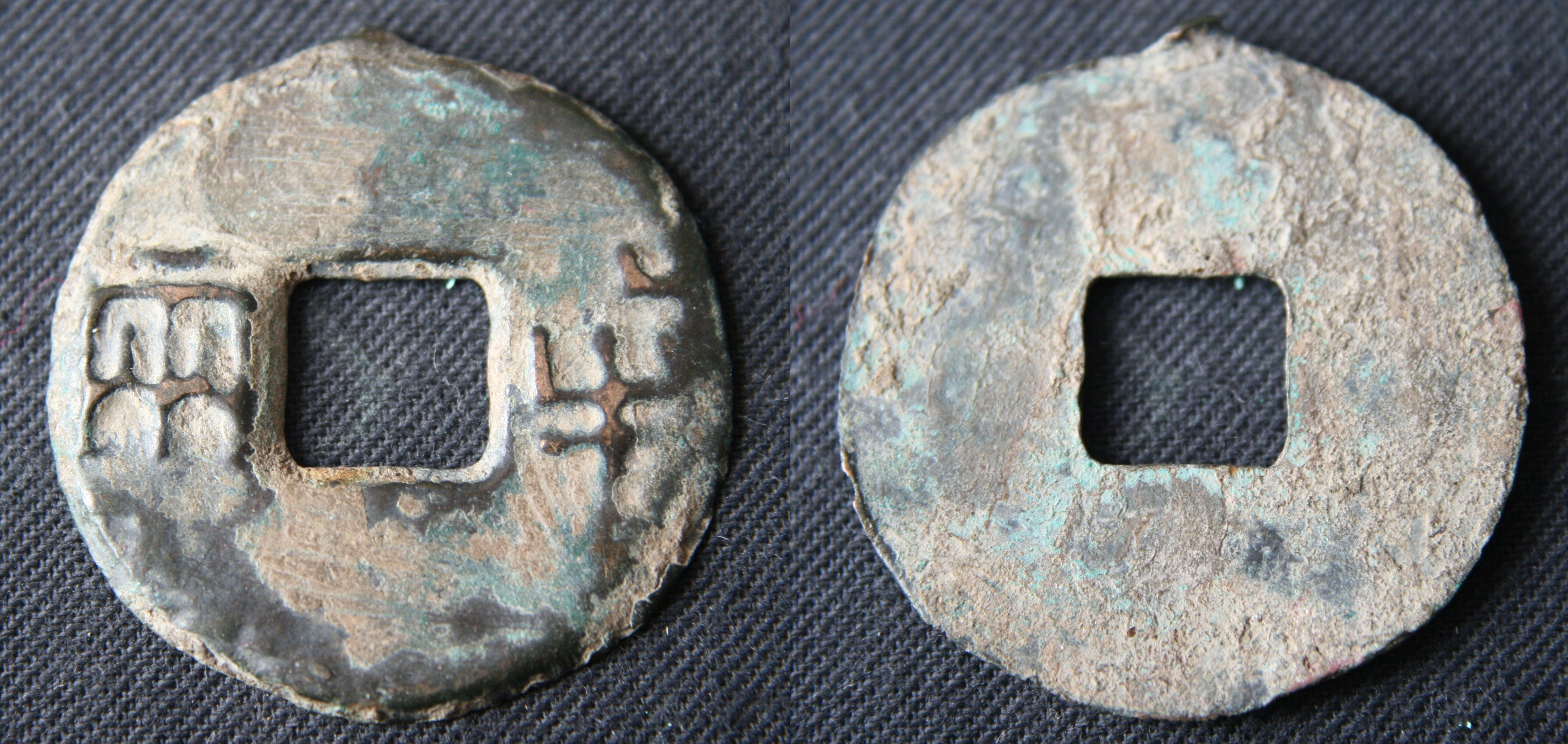
Moneta Cesarstwa Qin

Po zakończeniu podboju cesarz rozpoczął głębokie reformy, by scalić i zjednoczyć państwo. Aby uniemożliwić rewolty, zlikwidowano wszystkie prywatne armie możnowładców, ich broń przetopiono, a mury części miast rozebrano. Starą arystokrację przeniesiono wraz z rodzinami do nowej stolicy cesarstwa, zrywając w ten sposób ich związki z dawnymi poddanymi. To zniszczenie dawnych więzów i poddanie ludności centralnej, cesarskiej kontroli, pozwoliło rządowi na wykorzystanie ogromnej siły ludzkiej do projektów publicznych.
Wykorzystując te zasoby, cesarz połączył swoje państwo budując 6500 km dróg, a dzięki przekuciu kanału Lingqu stworzono długą na 2000 km drogę wodną z centralnych do południowych Chin. Innym monumentalnym i ogromnie kapitało- i pracochłonnym dziełem było mauzoleum cesarskie, którego strzegła Terakotowa Armia. Pierwszy Cesarz prowadził politykę stałej ekspansji. Na północy przepędzono koczowników poza łańcuch górski Yin Shan, który stanowił tradycyjną kulturalną granicę pomiędzy Chińczykami a barbarzyńcami. Na południu w latach 221 – 214 p.n.e. podbito tereny dzisiejszych prowincji Fujian, Guangdong i Kuangsi oraz północnego Wietnamu. Źródła mówią o przymusowym przesiedleniu pół miliona ludzi na nowo zajęte terytoria. Nie jest natomiast prawdziwa legenda o budowie przez Pierwszego Cesarza Wielkiego Muru Chińskiego. Mający za zadanie zabezpieczyć północną granicę generał Meng Tian rozpoczął prace na kilka lat przed śmiercią władcy i najprawdopodobniej umocnił i rozbudował jedynie dawne wały, zbudowane przez państwo Zhao.
Dawne państwa zlikwidowano, tworząc w ich miejsce strukturę 36 (potem zwiększoną do 48) komanderii (jun), podzielonych na powiaty (xian). Każdą komanderią zarządzał gubernator cywilny z pomocą wojskowego komendanta, a ich poczynania nadzorował cesarski inspektor. Także naczelnicy powiatów byli mianowani i opłacani przez władze centralne. Urzędnicy, podzieleni na 18 rang, zobowiązani do składania regularnych sprawozdań, byli dokładnie kontrolowani przez rząd na podstawie szczegółowych przepisów i groziły im surowe kary za niedopełnienie obowiązków.
Kierując się nakazami filozofii legistycznej, która nie szanowała dawnych tradycji, a interesowała ją głównie skuteczność zarządzania, wprowadzono w całym państwie jednolite prawa i podatki, a także nakazano standaryzację miar, wag, pieniądza (w postaci okrągłych monet z kwadratowym otworem, które stały się standardem aż do czasów dynastii Qing), a nawet rozstawu kół wozów (co znacząco ułatwiło transport w północnych Chinach, gdzie lessowa ziemia sprzyja powstawaniu głębokich kolein, a wcześniejsze różnice wymuszały zmianę wozu na granicy państwa). Używanie dawnych miar lub pisma zostało uznane za przestępstwo.
Następną scalającą państwo reformą było ujednolicenie rozmaitych wersji pisma, stosowanych w różnych krajach, do dwóch standardów: oficjalnego pisma małopieczęciowego i uproszczonego, stosowanego przez skrybów pisma kancelaryjnego. To ostatnie, łatwe do zapisania pędzlem na deseczce, a później na papierze i jedwabiu, stało się podstawą pisma chińskiego używanego do dziś. Wszystkie te przemiany spowodowały gwałtowną krytykę, dlatego cesarz, wraz ze swym kanclerzem Li Si przeprowadził „reformę myśli”, likwidując wszelkie dzieła historyczne podbitych państw. Zachowane zostały jedynie egzemplarze w cesarskiej bibliotece. Pozostawiono też dzieła o charakterze praktycznym (o rolnictwie, medycynie, czy wróżbiarstwie). Protesty uczonych, zwłaszcza konfucjańskich, stłumiono nakazując egzekucję 460 z nich (wedle tradycji zakopanych żywcem w ziemi). Późniejsi konfucjaniści nie omieszkali się zrewanżować, przedstawiając w swoich pismach cesarza jako okrutnego tyrana i zabobonnego oraz podejrzliwego megalomana.

## Upadek

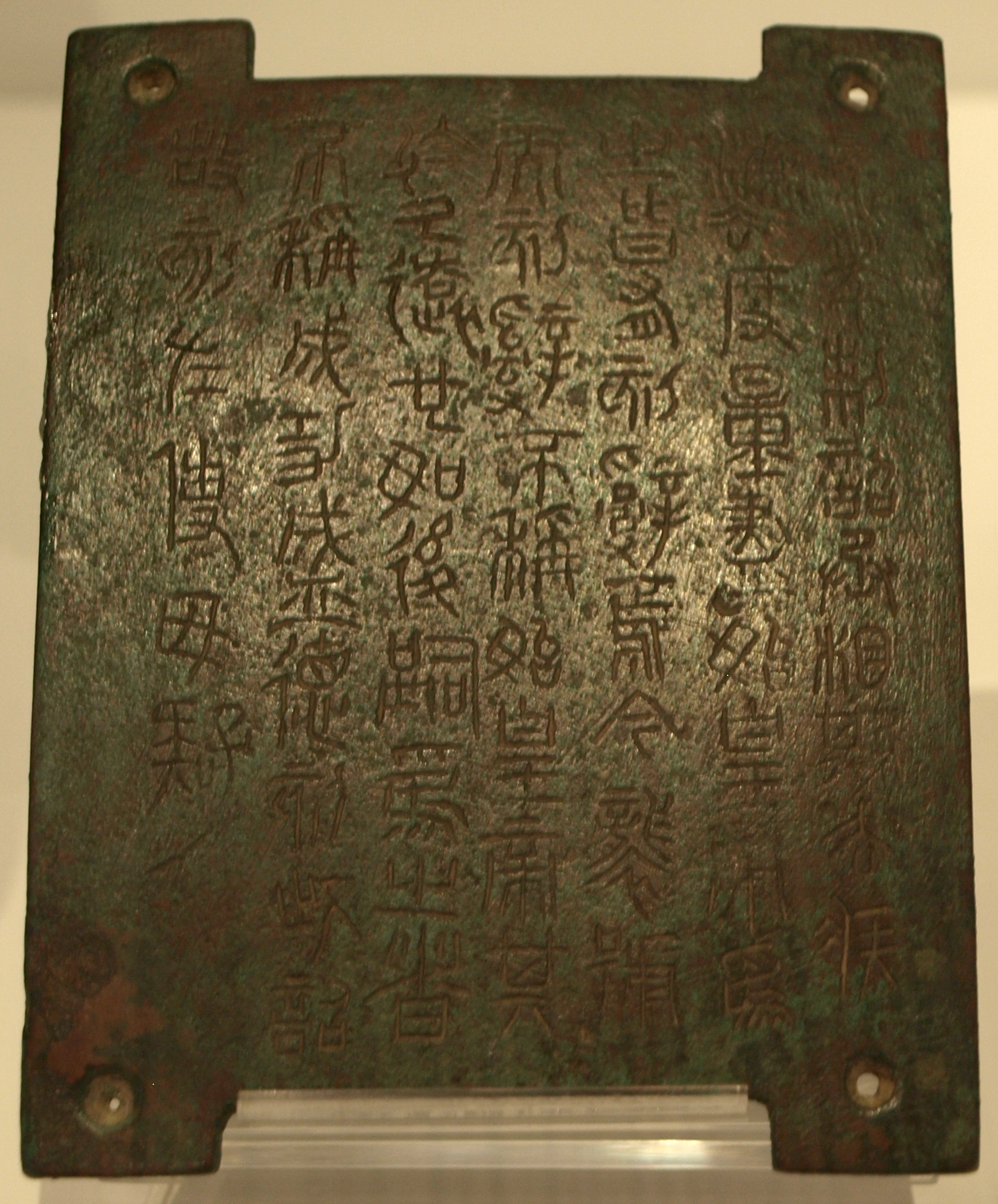
Niewielka brązowa płyta z edyktem Drugiego Cesarza. Royal Ontario Museum w Toronto

Qin Shi Huang stworzył państwo niezmiernie scentralizowane, a przez to zależne od jakości ludzi sprawujących rządy. Sam był bardzo pracowity, sam ustalił normy liczby przeglądanych dokumentów i sam ich przestrzegał; odbywał też liczne podróże inspekcyjne, sprawując osobisty nadzór nad działaniem państwa. Równocześnie nadmiernie wyeksploatował zasoby państwa, angażując setki tysięcy ludzi do wielkich konstrukcji (wałów obronnych, pałaców i swego mauzoleum), okrutnie karząc niewykonujących zadania, bez znaczenia, czy była to ich wina, czy nie.
W chwili, gdy w trakcie kolejnej podróży cesarz nieoczekiwanie zmarł w 210 p.n.e., cesarstwo Qin uległo szybkiej dezintegracji. Li Si i naczelny eunuch, Zhao Gao, doprowadzili do koronowania, jako Drugiego Cesarza, młodszego z synów Qin Shi Huanga. Doszło jednak do konfliktu, i nowy cesarz skazał w 208 Li Si na śmierć. Zhao Gao opanował dwór i pozbył się starej arystokracji i najwyższych urzędników Pierwszego Cesarza, zastępując ich swoimi zwolennikami. Jego polityka, skutkująca słabością cesarskiego rządu, doprowadziła już w 209 p.n.e. do wybuchu rebelii pod wodzą Chen Shenga. Została ona wprawdzie stłumiona, ale szybko pojawili się następni buntownicy odwołujący się do dziedzictwa dawnych królestw, tacy jak Xiang Liang i Liu Bang. W 207 p.n.e. Zhao Gao, sprawujący urząd kanclerza, zaaranżował śmierć Drugiego Cesarza, i wybrał na  jego następcę Ziyinga, który zabił z kolei jego. Ziying zrezygnował z tytułu cesarza, gdyż jego państwo ograniczało się jedynie do dawnych terytoriów królestwa Qin. Ostatecznie bratanek Xiang Lianga (który wcześniej zginął w walce), Xiang Yu, zabił króla Ziyinga i dokonał eksterminacji reszty rodu panującego Qin, który tym samym przestał istnieć. W wojnie domowej o dziedzictwo pierwszego cesarstwa, która wybuchła niedługo potem, Xiang Yu został jednak pokonany przez Liu Banga, założyciela dynastii Han, przy czym „ciągłość pomiędzy Qin a Han była tego rodzaju, że nie byłaby wcale błędna charakterystyka tego przejścia ujmująca je głównie jako zmianę rodu panującego niż systemu czy metody rządzenia”.

## Władcy
| Imię pośmiertne         | Imię prywatne      | Lata panowania        |
| ----------------------- | ------------------ | --------------------- |
| 始皇帝 Shǐ Huángdì      | 嬴政 Yíng Zhèng    | 221 p.n.e.-210 p.n.e. |
| 二世皇帝 Èr Shì Huángdì | 嬴胡亥 Yíng Húhài  | 209 p.n.e.-207 p.n.e. |
| Nie istnieje            | 嬴子嬰 Yíng Ziyīng | 207 p.n.e.            |